# Groveland-Big Oak Flat
Groveland-Big Oak Flat is een plaats (census-designated place) in de Amerikaanse staat Californië en valt bestuurlijk gezien onder Tuolumne County.

## Demografie
Bij de volkstelling in 2000 werd het aantal inwoners vastgesteld op 3388.

## Geografie
Volgens het United States Census Bureau beslaat de plaats een oppervlakte van
74,6 km², waarvan 73,9 km² land en 0,7 km² water.

## Plaatsen in de nabije omgeving
De onderstaande figuur toont nabijgelegen plaatsen in een straal van 24 km rond Groveland-Big Oak Flat.